# Impi

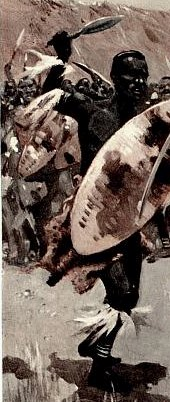
L'impi era una formazione militare che trasformò il volto dell'Africa. Il suo massimo sviluppo ebbe luogo sotto il re Zulu Shaka, iniziatore di diverse importanti innovazioni organizzative, di armi e tattiche.

Impi (o iMpi, plurale iziMpi) è una parola Zulu che significa "guerra" o "combattimento" e, per associazione, qualsiasi gruppo di uomini riuniti per la guerra, ad esempio impi ya masosha è un termine che denota un "esercito". Tuttavia, in lingua inglese l'etimo "impi" è spesso usato per riferirsi a un reggimento zulu o all'esercito stesso. I suoi inizi datano alle usanze storiche della guerra tribale africana, quando disorganizzati gruppi d'uomini armati chiamati impi combattevano. Il sistema fu radicalmente riorganizzato dal re zulu Shaka (r. 1816-1828) quando, in giovane età, viveva da esule combattendo nell'esercito del re Mthethwa Dingiswayo (morto 1817) impegnato a combattere i Ndwandwe nel triennio 1817-1819. La creazione dell'Impero zulu da parte di Shaka, dopo la morte di Dingiswayo, fu garantita dalla radicale riforma militare-politica della società zulu, reggimentata in funzione della impi, e funse da modello per tutti i regni creati in quel tempo di torbidi politici, oggi noto come Mfecane (1815-1835).
Le impi dell'impero zulu costituivano una forza complessiva di circa 25.000 operativi, organizzate in reggimenti (amabutho) fissi dalle identificative insegne, acquartierati presso appositi villaggi/fattorie militari (amakhanda), composti dagli uomini atti alle armi d'età compresa tra i 20 ed i 40 anni. I guerrieri erano rigorosamente addestrati all'uso della lancia (iklwa) e dello scudo (isihlangu) per il corpo a corpo, a marce forzate senza indossare sandali ed alla manovra tattica d'aggiramento (Impondo zenkomo, lett. "corna di bufalo"). L'esercito zulu disponeva di un corpo ufficiali ma non prevedeva una figura assimilabile al maresciallo di campo. Tutti guerrieri delle impi giuravano fedeltà al re che li compensava con doni e con il privilegio del matrimonio.

## Origini
L'origine della impi Zulu è comunemente legata al genio militare di Shaka che trasformò la piccola tribù Zulu in un impero dominante nell'Africa meridionale, c.d. "Impero zulu". Taluni però riconducono le innovazioni zulu ad un sostrato preparato dal capo Mthethwa Dingiswayo. Queste innovazioni a loro volta attingevano alle usanze tribali esistenti, come la iNtanga, una tradizione comune a molti dei popoli bantu della regione meridionale del Continente Nero che prevedeva l'organizzazione dei giovani maschi in gruppi di età, con ogni coorte responsabile di determinati doveri e cerimonie tribali. Periodicamente, i gradi di età più avanzata venivano convocati nei villaggi (kraal) dei sotto-capi, o inDunas, per consultazioni, incarichi e una cerimonia di investitura che segnava il loro passaggio da ragazzi ad adulti e guerrieri a tutti gli effetti, gli ukuButwa. Gli anziani del kraal generalmente gestivano controversie e problemi locali. Sopra di loro c'erano gli inDuna e sopra gli inDuna c'era il capo-tribù il cui potere era di derivazione dinastica. Gli inDuna si occupavano di questioni amministrative per i loro capi-tribù che andavano dalla risoluzione delle controversie alla riscossione delle tasse. In tempo di guerra, gli inDuna controllavano i combattenti nelle loro aree, fornendo la guida delle forze militari schierate per il combattimento. I reggimenti di iNtanga guidati dagli inDuna costituirono la base per l'organizzazione sistematica del reggimento che sarebbe diventata nota in tutto il mondo come impi.

### Il contesto: i limiti delle guerre tribali bantu
La materia bellica, tra i Bantu, seppur gli scontri fossero frequenti era cosa da poco prima dell'ascesa di Shaka. Gli obiettivi erano in genere limitati a questioni come l'Incursione per il bestiame (abigeato), la vendetta o la risoluzione di controversie inerenti alle zone di pascolo. Generalmente, gli scontri erano mischie cui partecipava una truppa disorganizzata, chiamata appunto impi, ed avvenivano negli spazi aperti nel Veld. Al termine dello scontro, l'equilibrio tra le parti era ristabilito. Arco e freccia erano conosciuti ma usati raramente. La guerra, come la caccia, dipendeva da abili lancieri e inseguitori. L'arma principale era un sottile giavellotto di 6 piedi, la zagaglia (assegai), ed ogni guerriero ne portava diversi, mentre l'unica difesa era un piccolo scudo di pelle bovina. Molte battaglie erano preordinate, con i guerrieri del clan che si incontravano in un luogo e in un'ora assegnati, mentre le donne e i bambini del clan osservavano da una certa distanza. Insulti ritualizzati, singoli combattimenti e accuse provvisorie erano lo schema tipico. Se la faccenda non si fosse dissipata prima, una delle parti avrebbe potuto trovare abbastanza coraggio per sferrare un attacco prolungato, respingendo i propri nemici. Le vittime erano generalmente poche. Il clan sconfitto poteva pagare in terre o bestiame e avere prigionieri da riscattare ma lo sterminio e le vittime di massa erano rari, né si verificavano campagne di sterminio degli sconfitti. Le tattiche erano rudimentali. Al di fuori delle battaglie rituali, l'incursione rapida era l'azione di combattimento più frequente, caratterizzata dall'incendio del kraal nemico, dalla cattura di prigionieri e dalla razzia del bestiame. Pastori nomadi e agricoltori leggeri, i Bantu di solito non costruivano fortificazioni permanenti per respingere i nemici. Un clan minacciato da predoni semplicemente prendeva i propri miseri averi ed il bestiame e fuggiva in attesa di tempi migliori e qualora i predoni non fossero poi rimasti per impossessarsi permanentemente delle aree di pascolo, il clan sarebbe tornato al villaggio distrutto dopo un paio di giorni.

### La riforma di Dingiswayo
All'inizio del XIX secolo, una combinazione di fattori iniziò a cambiare il modello consueto della guerra tra i Bantu. Questi includevano l'aumento della popolazione, la crescita degli insediamenti bianchi e l'aumento della "tratta dei neri" nella Colonia del Capo (destinati alle Americhe) e nel Mozambico portoghese (destinati all'Oriente), nonché l'ascesa di ambiziosi "uomini nuovi". Uno di questi, un guerriero chiamato Dingiswayo (lett. "il Turbato") dei Mthethwa, salì alla ribalta. Storici come Donald Morris sostengono che il suo genio politico abbia posto le basi per un'egemonia relativamente leggera, basata su una combinazione di diplomazia e conquista, declinate non tramite lo sterminio o la riduzione in schiavitù del nemico ma la riconciliazione strategica ed un uso giudizioso delle armi. L'egemonia di Dingiswayo ridusse le frequenti faide e combattimenti tra i piccoli clan nell'orbita dei Mthethwa, trasferendo le loro energie a forze più centralizzate. Sotto Dingiswayo i gradi di età vennero considerati come leva militare, impiegata più frequentemente per mantenere il nuovo ordine. Fu da piccoli clan "pacificati", tra cui gli eLangeni e gli Zulu, che nacque appunto Shaka.

## La riforma di Shaka
Dopo il suo arruolamento, Shaka si dimostrò uno dei guerrieri più abili di Dingiswayo, combattendo con il suo reggimento iziCwe ovunque fosse stato assegnato. Il suo approccio alla battaglia si scostò però dallo schema tradizionale, sviluppando metodi e stile individuali, introducendo (forse progettando) l'uso della lancia corta iklwa e del grande scudo isihlangu, scartando i sandali di pelle di bue che riteneva un ingombro. Le innovazioni si dimostrarono efficaci su piccola scala ma la loro adozione fu vasta scala fu frenata da Dingiswayo. La concezione stessa della guerra di Shaka era molto più estrema dei metodi riconciliatori di Dingiswayo: il combattimento doveva essere rapido e sanguinoso, non un duello rituale tra campioni o una scaramuccia per rubare del bestiame. Dingiswayo seppe sempre imbrigliare Shaka ma quando il vecchio re morì, lo zulu fu libero di sviluppare su ampia scala le sue innovazioni, stravolgendo la guerra tribale con le sue migliorie negli armamenti, nell'organizzazione e nelle tattiche.

### Armamenti

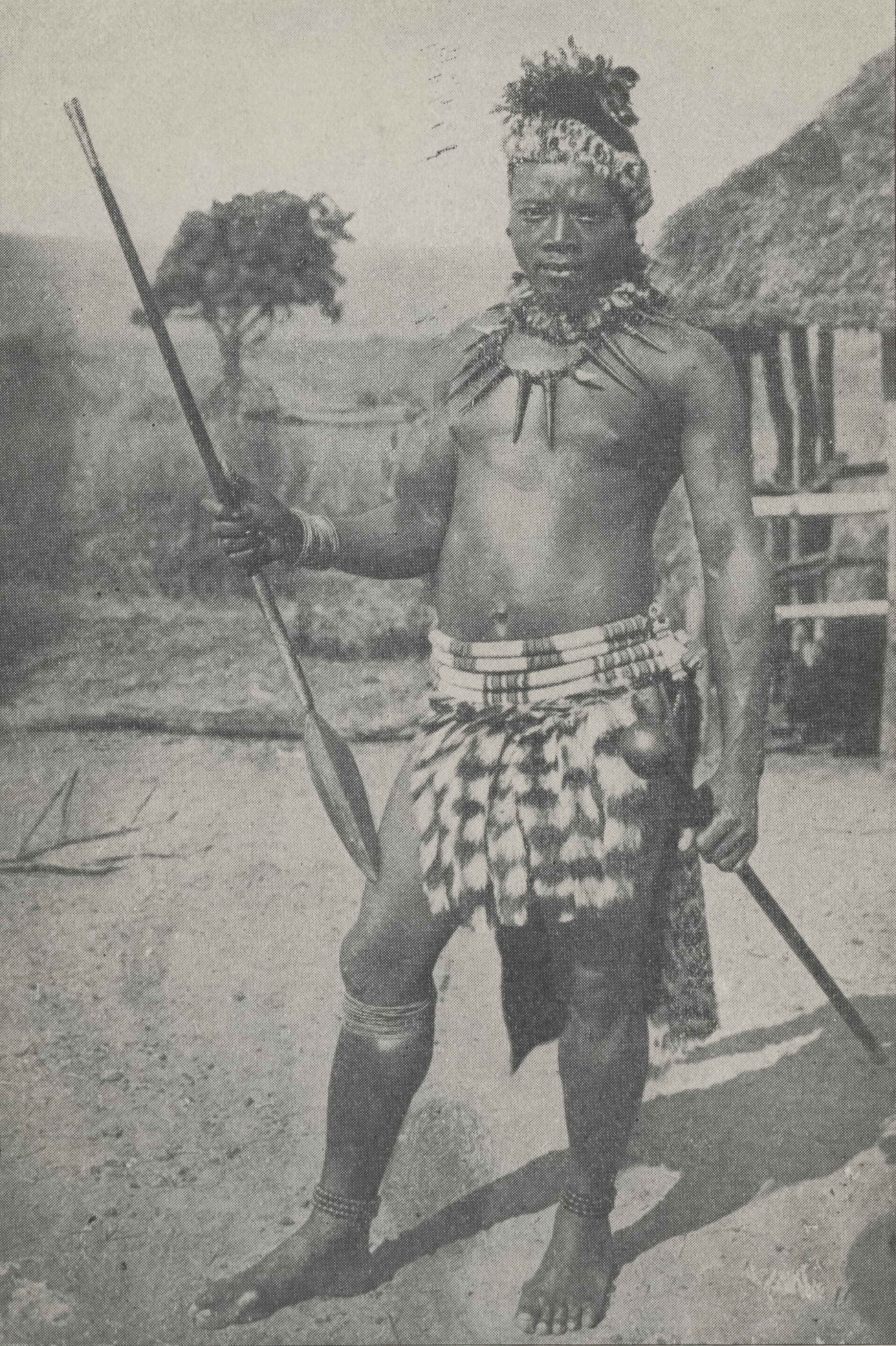
Guerriero Zulu armato con lancia da mischia iklwa e mazza Iwisa. Il suo gonnellino è composto da code di genetta.

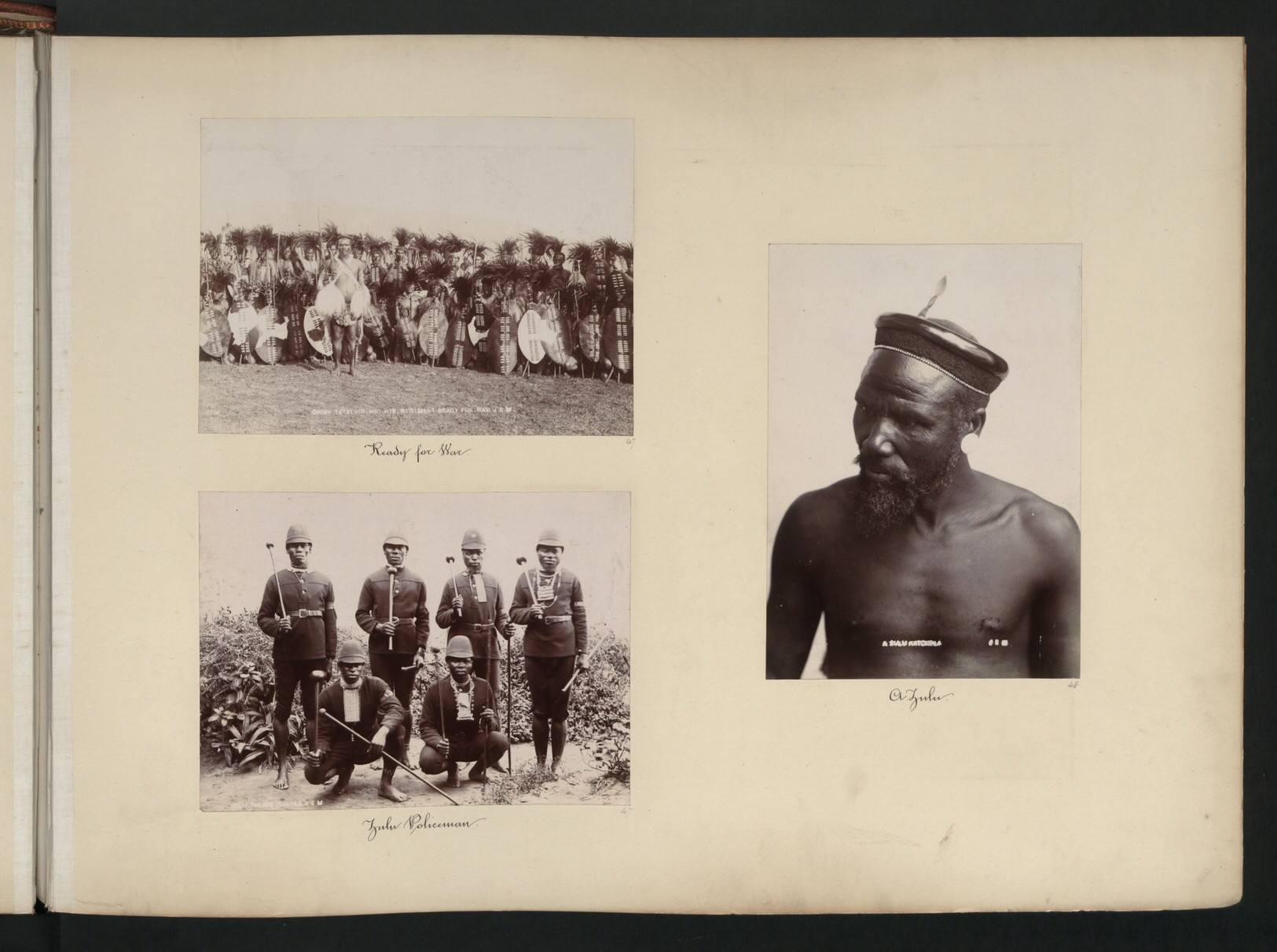
"Pronto per la guerra"; "Uno Zulu"; "Poliziotti zulu" - l'uomo nella foto a destra indossa l'anello sulla testa (isicoco) che denota il suo status di sposato

A Shaka è attribuita l'introduzione di una nuova arma primaria, dismettendo il lungo giavellotto in favore d'una corta picca dalla grande lama, e di uno scudo più grande e più pesante, lo isihlangu, addestrando poi i suoi guerrieri ad un nuovo tipo di mischia con queste armi. Il giavellotto non fu scartato ma standardizzato come arma secondaria da scaricare sul nemico prima della carica vera e propria. Queste modifiche alle armi facilitarono una mobilità più aggressiva in supporto alla riorganizzazione tattica.
Le armi del guerriero zulu erano la lancia corta Iklwa, sua arma principale la cui perdita poteva comportare financo l'esecuzione, e la mazza/randello di legno duro Iwisa (Knobkerrie in Afrikaans). Gli ufficiali Zulu portavano spesso una scure a forma di mezzaluna ma era arma più simbolico che funzionale. La iklwa, così chiamata per il suono di risucchio che emetteva quando veniva estratto da un corpo umano, con la sua lama larga di 25 centimetri (9,8 in), sia stata o meno un'invenzione di Shaka, sostituì la vecchia zagaglia la lancio, la Ipapa, così chiamata a causa del suono "pa-pa" che emetteva mentre volava nell'aria. Poteva teoricamente essere usato sia in mischia sia come arma da lancio ma ai guerrieri di Shaka era proibito lanciarla, sia perché ciò li avrebbe disarmati dando al contempo al nemico proiettili da rigettargli contro, sia perché Shaka riteneva che il lancio della zagaglia scoraggiava i guerrieri dall'avvicinarsi al combattimento corpo a corpo. Il fratello e successore di Shaka, Dingane kaSenzangakhona, reintrodusse invece l'uso del giavellotto, forse come contrappeso alle armi da fuoco boere.
Già durante il regno di Shaka un piccolo numero d'armi da fuoco, spesso moschetti e fucili obsoleti, veniva ottenuto dagli Zulu dagli europei per commercio. All'indomani della sconfitta dell'Impero britannico nella battaglia di Isandlwana (1879), molti Martini-Henry Mk I–IV furono catturati dagli Zulu insieme a considerevoli quantità di munizioni. Il vantaggio di questa cattura è discutibile a causa della presunta tendenza dei guerrieri Zulu a chiudere gli occhi quando sparano. Il possesso di armi da fuoco cambiò poco le tattiche Zulu che continuarono a fare affidamento su un rapido avvicinamento al nemico per portarlo in combattimento ravvicinato.
Tutti i guerrieri portavano uno scudo di pelle di bue, che ne tratteneva i capelli, con un'asta centrale di legno di supporto, il mgobo. Gli scudi erano di proprietà del re ed erano immagazzinati in strutture specializzate sollevate da terra per la protezione dai parassiti quando non erano in uso al reggimento competente. Il grande scudo isihlangu dei tempi di Shaka era lungo circa cinque piedi e fu poi parzialmente sostituito dal più piccolo umbumbuluzo, identico nella fabbricazione ma lungo circa tre piedi e mezzo. Il combattimento ravvicinato si basava sull'uso coordinato della iklwa e dello scudo. Il guerriero cercava di portare il bordo del suo scudo dietro il bordo di quello del suo nemico, in modo da poter tirare di lato lo scudo del nemico, aprendolo così a una stoccata della iklwa nell'addome o nel torace.

### Logistica
La truppa in rapido movimento, come tutte le formazioni militari, necessitava rifornimenti che erano forniti da ragazzi uniti alla truppa per trasportare razioni, pentole, stuoie per dormire, armi extra e altro materiale, gli udibi. Il bestiame a volte veniva utilizzato come "dispensa mobile". Anche questi accorgimenti erano quasi certamente tradizionali. Shaka li standardizzò ed organizzò capillarmente, sfruttandone i vantaggi per le incursioni in profondità nel territorio nemico.

### Sistema reggimentale per età
Raggruppamenti per età di vario genere erano comuni nella cultura tribale bantu dell'epoca e ancora oggi sono diffusi ed importanti in gran parte dell'Africa. I gradi di età erano responsabili di una varietà di attività, dalla guardia del campo, all'allevamento del bestiame, a certi rituali e cerimonie. Era consuetudine nella cultura Zulu che i giovani prestassero un servizio limitato ai loro capi locali fino a quando non si sposavano e venivano riconosciuti come capifamiglia ufficiali. Shaka manipolò questo sistema, avocando a sé il periodo di servizio tradizionalmente dovuto ai capi-clan e rafforzando così la sua egemonia personale. Tali raggruppamenti sulla base dell'età non costituivano un esercito permanente e pagato nel senso occidentale moderno, tuttavia fornivano una base stabile per una mobilitazione armata sostenuta molto più consistente dello standard tribale precedente.  Alcuni storici sostengono che il grande apparato militare fosse un salasso per l'economia zulu, alimentando le continue incursioni a scopo di razzia e l'espansionismo militare. Questo può essere vero dal momento che un gran numero di uomini della società zulu era allontanato dalle normali occupazioni ma qualunque fosse l'impatto delle risorse, il sistema reggimentale si è chiaramente costruito su elementi culturali tribali esistenti che foraggiarono una politica espansionistica.
Shaka organizzò i vari gradi di età in reggimenti e li divise tra speciali kraal militari, assegnando ad ogni reggimento nomi e insegne. L'insediamento militare zulu standard (sing. ikhanda; plur. amakhanda) consisteva in un grande terreno di parata circolare centrale (Isibaya esikhulu), circondato da caserme dei guerrieri (Uhlangoti) e da capanne di deposito per i loro scudi. I guerrieri Impi iniziavano il loro addestramento a sei anni, entrando nell'esercito come portatori (udibi), arruolati in gruppi della stessa età (intanga). Fino a quando non erano "buttati", i ragazzi Zulu accompagnavano i loro padri e fratelli in campagna come servi. Sarebbero poi stati indirizzati al ikhanda più vicino a kleza (lett. "da bere direttamente dalla mammella"), divenendo inkwebane, cadetti. Passavano il loro tempo ad allenarsi fino a quando non venivano formalmente arruolati dal re. Si sfidavano alla rissa ed era loro proibito ritirarsi pena di disonore. Dopo il loro ventesimo compleanno, i cadetti venivano smistati nei reggimenti, gli amabutho (sing. ibutho). Costruivano a questo punto un loro ikhanda che fungesse da lì in avanti come loro luogo di raccolta quando convocati per il servizio attivo che continuava fino al matrimonio, un privilegio concesso solo dal re. Gli amabutho erano reclutati in base all'età e non all'origine regionale o tribale, quindi anche i cadetti non zulu, specialmente quelli dei popoli soggiogati, potevano entrare nell'armata di Shaka. In questo modo, il potere centralizzato del re Zulu si rafforzò a spese di capi-clan e capi-tribù, poiché i reggimenti giuravano fedeltà al re della nazione Zulu e non più alla tribù.

### Mobilità, formazione e insegne

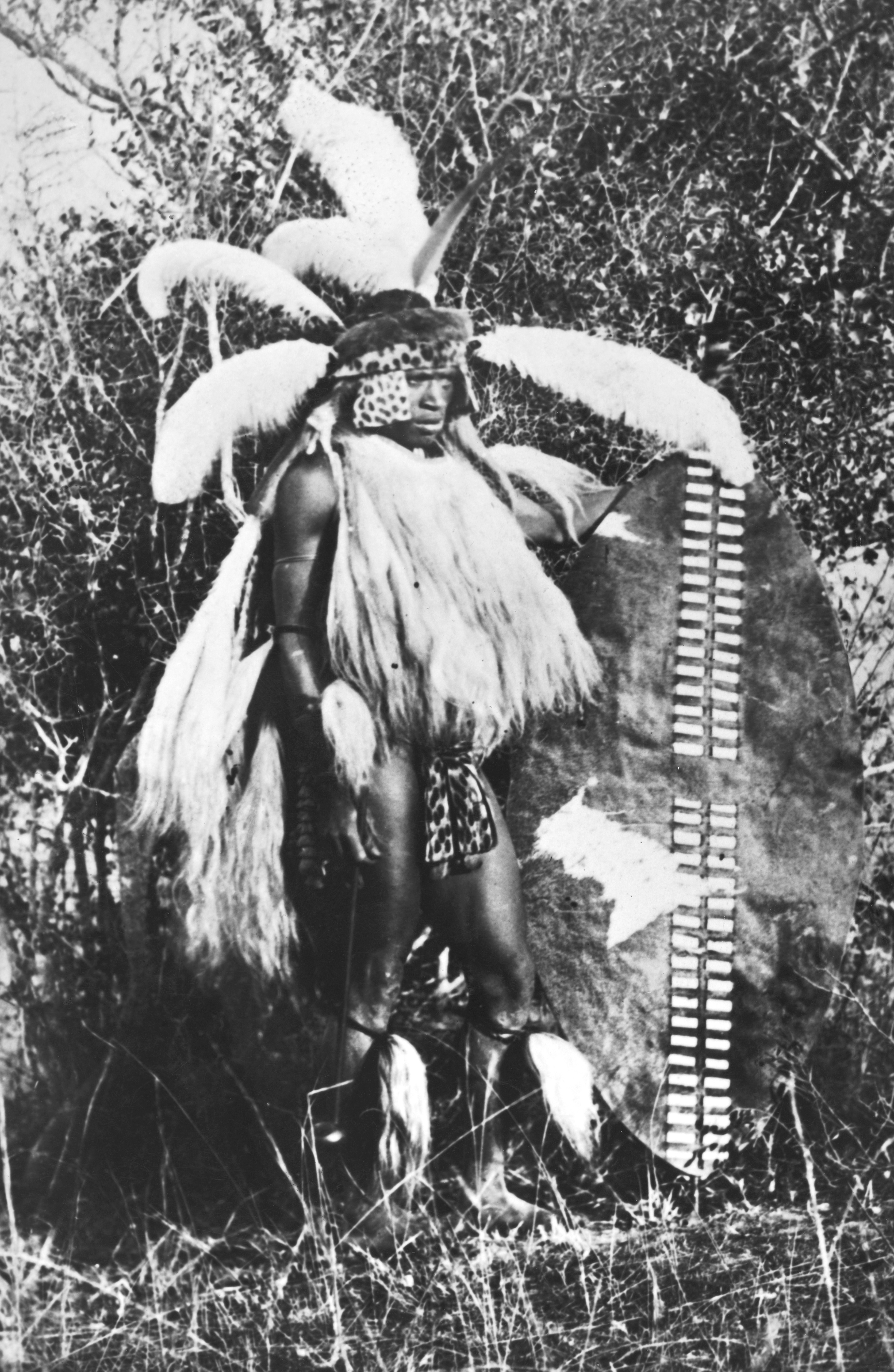
Guerriero zulu con indosso le insegne del reggimento e grande scudo da guerra isihlangu - ca. 1860.
La parte superiore del corpo è ricoperta di code di mucca, il gonnellino è di pelle maculata di gatto, genetta o zibetto e gli stinchi sono decorati con code di mucca. L'elaborato copricapo è costituito da un frontalino e lembi di pelle di leopardo che incorniciano il viso con un'altra fascia di pelle di lontra sopra. Ci sono più pennacchi di piume di struzzo e una singola piuma di gru verticale.

Shaka scartò i sandali per consentire ai suoi guerrieri di correre più veloci. Inizialmente la mossa fu impopolare ma la pronta esecuzione dei riottosi sedò i malumori. Secondo il mito, Shaka indurì i piedi delle sue truppe facendogli schiacciare i rami degli alberi spinosi e dei cespugli. Shaka addestrava frequentemente le sue truppe, con marce forzate di più di cinquanta miglia al giorno ed esercitazioni alla manovra dell'accerchiamento (v.si seguito), dando agli Zulu la mobilità che ne fece in breve la forza locale dominante. Il mantenimento del sistema reggimentale e dell'addestramento sembra essere continuato dopo la morte di Shaka, sebbene le sconfitte zulu da parte dei Boeri e la crescente invasione da parte dei coloni britannici, abbiano drasticamente ridotto le operazioni di raid prima della guerra del 1879. Morris registra una di queste missioni sotto il re Mpande per dare esperienza ai guerrieri verdi del reggimento uThulwana: un raid nello Swaziland, soprannominato "Fund' uThulwana" (lett. "addestrare lo uThulwana").
Ai tempi di Shaka, i guerrieri indossavano spesso un'elaborata panoplia di penne, piume e code di mucca in battaglia. Dalla Guerra anglo-zulu del 1879, molti guerrieri ridussero il loro vestiario al perizoma e ad una forma minima di copricapo. Il soldato Zulu del periodo successivo andò in battaglia vestito in modo relativamente semplice, dipingendo la parte superiore del corpo e il viso con gesso e ocra rossa. Ogni ibutho aveva una disposizione singolare di copricapo ed ornamenti, tanto che si può asserire la presenza d'uniformi reggimentali nell'esercito zulu. La panoplia completa veniva indossata solo in occasioni festive. Gli uomini dei reggimenti anziani indossavano, oltre al copricapo, anche l'anello cranico isicoco che denotava il loro stato coniugale. È stata trovata una gradazione del colore degli scudi: i reggimenti junior avevano scudi in gran parte scuri, quelli più anziani avevano scudi con colorazione più chiara; il reggimento personale di Shaka, Fasimba (lett. "Foschia"), aveva scudi bianchi con solo una piccola macchia di colore più scuro. Questa uniformità dello scudo era facilitata dall'usanza di dividere il bestiame del re in branchi in base al colore del mantello. Certi ornamenti furono assegnati a singoli guerrieri come onorificenza: es. un tipo di anello da braccio in ottone pesante chiamato ingxotha e un'intricata collana composta da pioli di legno intrecciati chiamata iziqu.

### Disciplina
Shaka creò una determinazione spietata nel suo esercito instillando nei suoi guerrieri la consapevolezza di cosa sarebbe successo se il loro coraggio fosse venuto meno in battaglia o i loro reggimenti fossero stati sconfitti. Un destino brutale attendeva loro e le loro famiglie se non si fossero comportati bene in combattimento. Il celebre scrittore britannico H. Rider Haggard apprese i metodi di Shaka dal suo pronipote Cetshwayo:

### Tattica

La formazione "corna di bufalo" Zulu.
Didascalia: 1 "nemico", 2 "corna", 3 "petto", 4 "lombi"

Gli Zulu tipicamente attaccavano schierandosi nella distintiva formazione "corna di bufalo" (Impondo zenkomo) che comprendeva:
1. le "corna", o elementi fiancheggianti dell'ala destra e sinistra, per circondare e immobilizzare il nemico; generalmente erano costituite dalle truppe più giovani ed inesperte;
2. il "petto" a volte indicato come "testa", o forza principale centrale che assestava il vero urto al nemico; i combattenti migliori dello schieramento;
3. i "lombi" o riserve usate per spingere in profondità la carica del "petto" o per fornire rinforzi alla bisogna; generalmente i veterani più anziani, a volte posizionati con le spalle alla battaglia in modo che non si eccitassero eccessivamente.

L'uso massivo della tattica di aggiramento non era rivoluzionaria in sé né aliena alla tradizione tribale. Ciò che era unico negli Zulu era il grado di organizzazione, la coerenza con cui usavano questa tattica e la velocità con cui la eseguivano. Sviluppi e perfezionamenti potrebbero aver avuto luogo dopo la morte di Shaka, come testimoniato dall'uso di gruppi più grandi di reggimenti da parte degli Zulu contro gli inglesi nel 1879. Le missioni, la forza lavoro disponibile e i nemici variavano ma sia che si trovassero di fronte a una lancia nativa o a un proiettile europeo, gli impi generalmente combattevano e aderivano al classico schema delle corna di bufalo.

### Organizzazione eleadershipdelle forze Zulu
Reggimenti e corpi. Le forze Zulu erano generalmente raggruppate in tre livelli: reggimenti, corpi di diversi reggimenti e "eserciti" o formazioni più grandi, sebbene gli Zulu non usassero questi termini nel senso moderno. Sebbene si tenesse conto delle distinzioni dimensionali, qualsiasi gruppo di uomini in missione poteva essere chiamato collettivamente un impi, sia che si tratti di un gruppo di razziatori di 100 o di un'orda di 10.000. I numeri non erano uniformi ma dipendevano da una varietà di fattori, inclusi gli incarichi del re o la forza lavoro radunata da vari capi clan o località. Un reggimento poteva essere di 400 o 4000 uomini. Questi erano raggruppati in corpi che prendevano il nome dai kraal militari in cui erano radunati, o talvolta dal reggimento dominante di quella località. C'erano 4 gradi di base: assistenti mandriani, guerrieri, inDuna e superiori di grado superiore per una missione particolare.
Comando superiore e leadership dell'unità. Un inDuna guidava ogni reggimento e ne rispondeva al izinduna anziano che controllava il raggruppamento del corpo e lo guidava. In assenza del re, uno o più di questi capi anziani potevano accompagnare una grande forza in una missione importante ma non esisteva un equivalente dell'europeo "maresciallo di campo" al comando supremo di tutte le forze zulu. Gli izinduna del reggimento, come i sottufficiali dell'esercito di oggi e i centurioni romani, erano estremamente importanti per il morale e la disciplina. Questo è stato dimostrato durante la battaglia di Isandhlwana. Coperta da una pioggia di proiettili, razzi e artiglieria britannici, l'avanzata degli Zulu vacillò. Dalla montagna, tuttavia, risuonavano le cadenze gridate e le ardenti esortazioni dei loro izinduna che ricordava ai guerrieri che il loro re non li aveva mandati a fuggire. Così incoraggiati, i reggimenti di accerchiamento rimasero sul posto, mantenendo una pressione continua, fino a quando le posizioni britanniche, indebolite, permisero agli attaccanti un ultimo risoluto assalto frontale.

### Riassunto delle riforme di Shaka
Come notato sopra, Shaka non fu né l'ideatore della impi, né del reggimento basato sull'età, né del concetto di un raggruppamento più grande del sistema dei piccoli clan. La sua opera riformatrice consistette nella rielaborazione di tutti questi elementi, nella standardizzare di logistica, armi e metodi di combattimento, nella creazione di unità reggimentali uniche a lungo termine e nel sistematico ricorso alla formazione "corna del bufalo". L'approccio di Dingswayo era quello di una libera federazione di alleati sotto la sua egemonia, che si univano per combattere, ciascuno con i propri contingenti, sotto i propri leader. Shaka ha rinunciato a questo, insistendo invece su un'organizzazione standardizzata e un pacchetto di armi che ha spazzato via e ha sostituito le vecchie alleanze con il clan con la lealtà verso se stesso. Questo approccio uniforme ha anche incoraggiato la lealtà e l'identificazione dei guerrieri con i propri reggimenti militari distintivi. Col tempo, questi guerrieri, provenienti da molte tribù e clan conquistati, arrivarono a considerarsi un'unica nazione: gli Zulu. Le riforme mariane di Roma in ambito militare sono riferite da alcuni scrittori come simili. Mentre altri poteri antichi come i Cartaginesi mantenevano un mosaico di tipi di forza e le legioni mantenevano tali sopravvissuti in stile falange come i triarii, Marius attuò un approccio standardizzato coerente per tutta la fanteria. Ciò ha permesso formazioni più disciplinate e un'esecuzione efficiente delle tattiche nel tempo contro una varietà di nemici. Come osserva uno storico militare:
In combinazione con la formazione di attacco "corna di bufalo" di Shaka per circondare e annientare le forze nemiche, la combinazione Zulu di iklwa e scudo, simile all'uso di gladius e scutum da parte dei legionari romani, era devastante. Al momento dell'assassinio di Shaka nel 1828, aveva reso il regno Zulu la più grande potenza dell'Africa meridionale e una forza da non sottovalutare, anche contro il moderno esercito britannico nel 1879.

## In battaglia
L'indubbio metro di valutazione dell'effettivo successo delle impi fu il loro sistematico diffondersi, durante il periodo poi noto come Mfecane (1815-1835), presso altri popoli che, imitando l'organizzazione socio-militare degli Zulu di Shaka, costruirono nuovi regni: es. l'impero di Gaza creato intorno al 1824 nel sud degli attuali Mozambico e Zimbabwe.
In termini numerici, le operazioni delle impi zulu mutarono da quelle di piccole compagnie o forze di battaglione a manovre in forza multi-divisionale di 10.000-40.000 uomini: es. la vittoria ottenuta dal re zulu Cetawasyo alla battaglia di Ndondakusuka, due decenni prima dell'invasione britannica, fu garantita da una forza combattente di 30.000 soldati. Una formazione certamente considerevole nel contesto regionale ma che rappresentavano il grosso delle forze Zulu, stimate in un massimo di 42.000 uomini, di cui 25.000 pienamente operativi, al tempo di Cetshwayo. Poche formazioni impi dovevano raggiungere regolarmente questo livello di mobilitazione per una singola battaglia. In confronto, a Canne, i romani schierarono 80.000 uomini, e generalmente potevano impiegarne decine di migliaia in più in azioni di combattimento più piccole. È infatti errato pensare che l'impero zulu disponesse di frotte di picchieri neri da schiantare contro il nemico: le forniture di manodopera nel Continente Nero erano spesso limitate e "Le orde selvagge della tradizione popolare raramente si sono materializzate sui campi di battaglia africani". Questo limite strutturale svantaggiò gli Zulu nel confronto con una potenza mondiale tecnologicamente avanzata come la Gran Bretagna. L'avvento delle armi da fuoco ebbe poi un profondo impatto sul campo di battaglia africano ma, come si vedrà, le forze in stile impi evitarono in gran parte il ricorso alle armi da fuoco. Sia che si trovassero di fronte a una lancia nativa o a un proiettile europeo, le impi combatterono in gran parte come avevano fatto fin dai tempi di Shaka, dallo Zululand allo Zimbabwe e dal Mozambico alla Tanzania.

### Confronto con gli eserciti africani contemporanei
Per comprendere la portata delle prestazioni della impi zulu in battaglia, gli storici militari guardano tipicamente alle sue prime operazioni contro i nemici interni africani, non solo all'interludio britannico. Le prime battaglie che coinvolsero gli impi riformati di Shaka furono guerre inter-africane: contro gli Ndwandwe di Zwide (1758-1825), gli Ndebele di Mzilikazi (1790-1868) e gli Nguni/Tsonga (Gaza) di Soshangane.
La capillare diffusione delle impi riformate tra le popolazioni bantu si dovette all'irresistibile parabola di Shaka.

Il primo grande teatro di prova della nuova armata zulu fu la battaglia di Gqokli Hill (1818), nella quale Shaka, al comando di una impi di 5.000 uomini affrontò l'esercito Ndwandwe forte di 12.000 uomini: al netto della disparità numerica, gli zulu sconfissero il nemico, perdendo nello scontro sanguinoso il 40% dei loro effettivi ma massacrando i 2/3 dell'armata nemica. Due anni dopo (1820), nella battaglia del fiume Mhlatuze, Shaka replicò la prestazione, prima dividendo, poi distruggendo l'armata di Zwide. La diaspora di generali e truppe Ndwandwe che seguì implementò il fenomeno del Mfecane (avviatosi dai tempi di Dingiswayo) e sparse in lungo e in largo il mito della potenza militare zulu, spingendo contestualmente gli altri popoli ad adottare il sistema delle impi riformate. Fu appunto un ex-generale di Zwide, Soshangane, a gettare le fondamenta dell'impero di Gaza imitando le impi di Shaka ed alimentandole con i giovani presi prigionieri presso le tribù sconfitte: ci riuscì tanto bene da sconfiggere gli zulu alla battaglia di Bileni nel 1828. Le redivive forze Ndwandwe, comandate dal figlio di Zwide, Sikhunyane, furono sconfitte da Shaka tra le colline a nord del fiume Pongola nel 1826.

### Comando e controllo

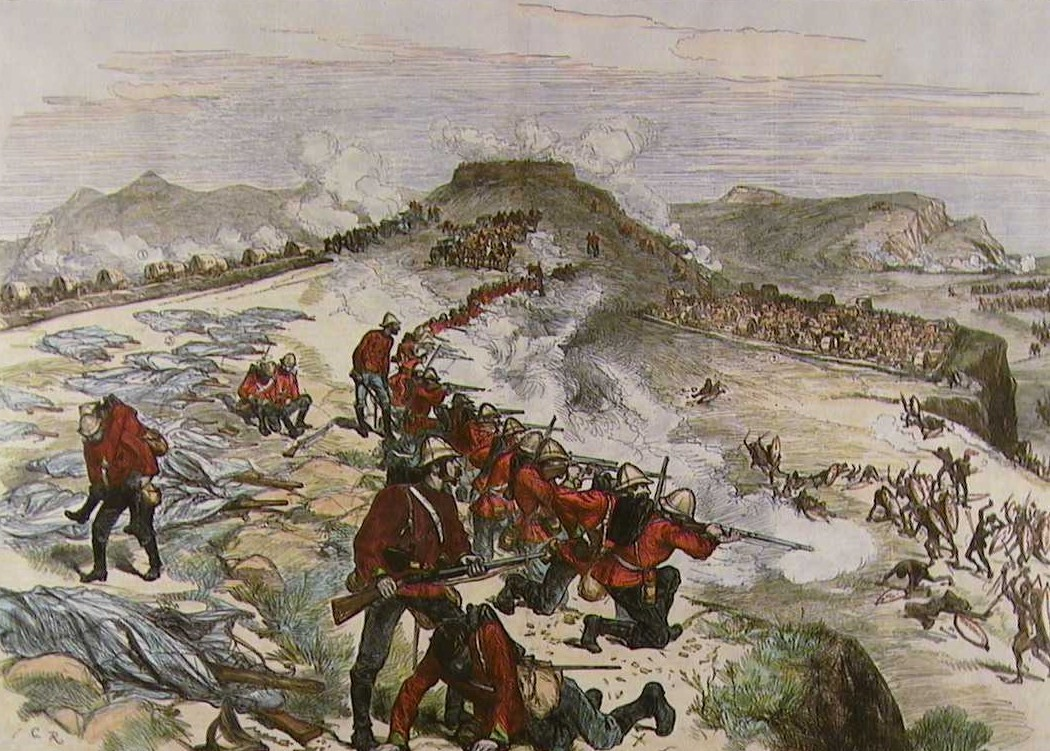
"La battaglia di Kambula" - ill. di Melton Prior per il "The Illustrated London News" del 24 maggio 1879

Il comando e il controllo delle impi a volte erano problematici. Le rievocazioni cinematografiche popolari mostrano un izinduna brizzolato che dirige la truppa zulu da un promontorio con eleganti movimenti della mano. Questo potrebbe essere accaduto durante l'iniziale schieramento delle forze o allo spiegamento delle riserve ma una volta che la manovra d'accerchiamento era in movimento, lo izinduna non poteva generalmente esercitare controllo dettagliato sugli infervorati guerrieri delle "corna" e del "petto". È fuor di dubbio che i disastrosi attacchi zulu contro truppe britanniche ben trincerate, come a Rorke's Drift e a Kambula, entrambi sconfitte sanguinose delle impi, sono stati condotti da leader e guerrieri troppo entusiasti, nonostante gli ordini contrari di re Cetshwayo che, nel caso di Kambula, aveva raccomandato di affrontare il nemico in campo aperto e non se fortificato.

### Gestione delle forze di riserva
Sebbene i "lombi del bufalo" (le riserve) fossero a disposizione dei comandanti zulu per correggere una situazione sfavorevole, nel momento in cui l'urto del corpo d'attacco avanzato, la "testa del bufalo", veniva infranto, le riserve potevano divenire irrilevanti. Contro i Boeri nella Battaglia di Blood River (1838), il tiro concentrato dei fucili europei falcidiarono la retroguardia zulu, permettendo poi agli uomini di Pretorius di lanciare una carica di cavalleria che scardinò la impi mettendola in fuga. In modo simile, dopo essersi esauriti contro la potenza di fuoco britannica a Kambula e nella Battaglia di Ulundi (1879), poche delle riserve Zulu erano disponibili per fare qualcosa di costruttivo, seppur si rivelarono utili nei giorni successivi la pesante sconfitta come guerriglieri dispersi. Nella battaglia di Isandhlwana, sei mesi prima di Ulundi, il sistema classico zulu era andato a segno, con la testa e le corna del bufalo che avevano fiaccato la truppa britannica lasciandola facile preda della spinta finale dei lombi, nella peggiore sconfitta riportata dalle forze armate britanniche contro un nemico tecnologicamente inferiore.

### Confronto con gli eserciti europei contemporanei

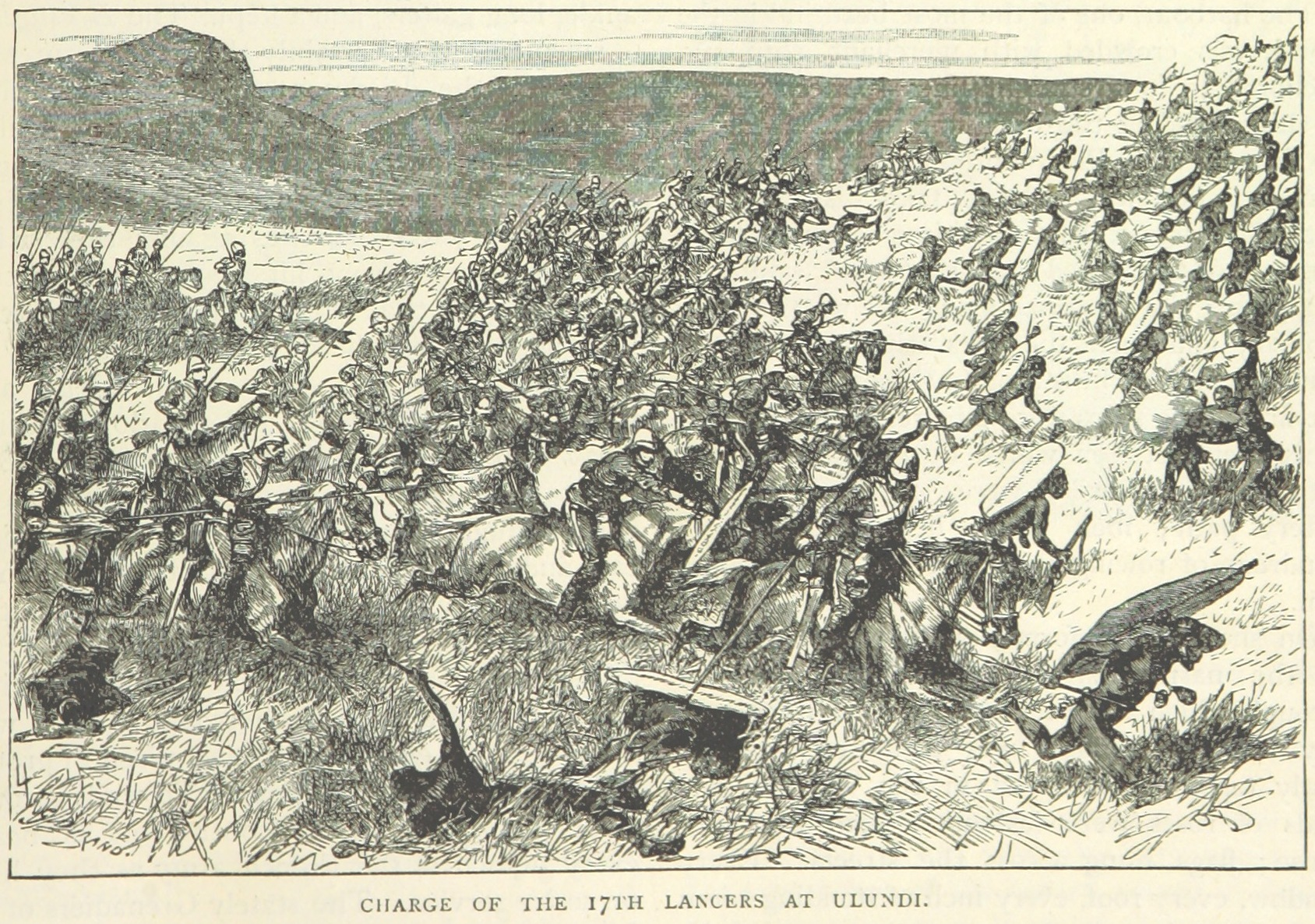
La carica risolutiva del 17. Lanceri contro la impi zulu ormai in rotta - ill. contemp. della Battaglia di Ulindi (1879)

Come anticipato, gli Zulu trionfarono sui loro nemici africani anche in ragione della capacità delle impi di concentrare un alto numero di effettivi in strategici punti del campo di battaglia. L'approccio della carica concentrata, con effettivi ammassati in schiere compatte, forniva però un insieme di bersagli ben identificabili nell'era delle armi da fuoco e dell'artiglieria moderne. Le tribù africane che combattevano in distaccamenti di guerriglia più piccoli in genere resistevano agli invasori europei per un tempo molto più lungo, come testimoniato dalla resistenza di 7 anni dei Lobi contro i francesi nell'Africa occidentale, o le operazioni dei berberi in Algeria contro il francese.
Quando gli Zulu acquisirono armi da fuoco (es. dopo Isandhlwana) mancarono dell'addestramento per usarle in modo inefficace: sparavano costantemente in alto convinti di dare "forza" ai proiettili. Si trattò di un loro problema, non riscontrato presso altre popolazioni nella stessa Africa meridionale, anche in zone vicino al Natal, che pullulava di bande armate come i Griqua che avevano imparato a usare le armi. Uno di questi gruppi imparò anzi tanto bene ad utilizzare le armi da fuoco (fond. la pistola) ed il cavallo tanto da garantire la supremazia della tribù Basotho in quella che oggi è la nazione del Lesotho. Comunque, gli Zulu disponevano di numerosi rinnegati o avventurieri europei (Boeri e non solo) abili nell'uso delle armi da fuoco che guidarono loro distaccamenti in missioni militari: es. Nathaniel Isaacs, l'avventuriero britannico che ci lasciò le prime testimonianze scritte relative all'opera di Shaka. Sicuramente Shaka, basandosi sulla sua esperienza con i fucili in uso ai rinnegati bianchi che servirono sotto di lui, poteva ritenere il ricorso all'arma da fuoco non impattante ai fini del mantenimento della supremazia militare ma i suoi immediati successori, sconfitti da poche centinaia Boeri a Blood River grazie al tiro concentrato dei fucilieri europei, ben quattro decenni prima di scontrarsi con i Britannici, avrebbero potuto almeno considerare di creare un corpo ben addestrato di fucilieri o granatieri, o una batteria d'artiglieria gestita da mercenari europei per fornire fuoco di copertura alle impi impegnate nella carica all'arma bianca. Invece, per tutto il XIX secolo, gli zulu hanno persistito in attacchi di "ondata umana" contro posizioni europee ben difese da una potenza di fuoco concentrata che ha devastato i loro ranghi. I servizi di un isAngoma (plurale: izAngoma, "rabdomante" o "stregone") e il coraggio dei singoli reggimenti furono di scarsa utilità contro le raffiche di fucili moderni, mitragliatrici e artiglieria al fiume Ineyzane, a Rorke's Drift, a Kambula, a Gingingdlovu ed infine a Ulindi.

## La fine dellaImpied il suo eco mediatico
La fine degli impi fu dettata dal successo della colonizzazione europea dell'Africa, prima nell'Africa meridionale da parte degli inglesi che avevano distrutto la potenza militare zulu a Ulundi e infine nell'Africa Orientale tedesca, quando i colonialisti tedeschi (13 ufficiali e sottufficiali prussiani, 320 Àscari indigeni delle truppe coloniali Schutztruppe, 170 portatori, 12 mitragliatrici e 6 cannoni) sconfissero l'ultima delle formazioni impi di Mtwa Mkwawa degli Hehe della Tanzania, circa 3.000 uomini, nella Battaglia di Lula-Rugaro. Oltre a questi fattori di natura tecnologica, giocò un ruolo fondamentale nel declino della impi e del sistema sociale che l'alimentava la libertà coniugale portata dai colonizzatori: Henry Bartle Frere, Alto commissario del Sudafrica nel quadriennio 1877-1880, impose agli zulu di dismettere l'usanza secondo la quale un uomo poteva sposarsi solo quando diveniva riservista seconda la riforma di Shaka.
Nella sua storia relativamente breve, la impi ispirò sia il disprezzo (es. durante la Guerra anglo-zulu, il comandante britannico Lord Chelmsford si lamentò che gli zulu "non combattevano lealmente") sia l'ammirazione negli avversari, ben sintetizzata nel poema di Rudyard Kipling "Fuzzy Wuzzy", parte delle Barrack-Room Ballads (1892):
(Kipling, Fuzzy Wuzzy)
Oggi l'impi vive nella tradizione e nella cultura popolare, anche in Occidente. Mentre il termine "impi" è diventato sinonimo della nazione Zulu nella cultura popolare internazionale, appare in vari videogiochi come Civilization III, Civilization IV: Warlords, Civilization Revolution, Civilization V: Brave New World e Civilization VI, dove l'Impi è l'unità unica per la fazione Zulu con Shaka come leader. Impi è anche il titolo di una famosissima canzone sudafricana di Johnny Clegg e della band Juluka che è diventata una specie di inno nazionale non ufficiale, soprattutto nei grandi eventi sportivi internazionali e soprattutto quando l'avversario è l'Inghilterra:
(Clegg, Impi)
Prima della settima tappa del Tour de France 2013, la Team BikeExchange ha suonato "Impi" sul proprio autobus della squadra in onore del compagno di squadra Daryl Impey, il primo leader sudafricano del Tour de France.

### Fonti
- (EN) Isaacs N, Travels and Adventures in Eastern Africa, Descriptive of the Zoolus, Their Manners, Customs, Etc. Etc. with a Sketch of Natal, I, Londra, E. Churton, 1836.
- (EN) Haggard HR, Cetywayo and His White Neighbours: Or, Remarks on Recent Events in Zululand, Natal, and the Transvaal, AMS Press, 1882.

### Studi
- (FR) Adeniyi Ajayi JF (a cura di), Histoire générale de l'Afrique, vol. 6 : L’Afrique au xixe siècle jusque vers les années 1880, UNESCO, 1996.
- (EN) Barthorp M, The Zulu War: Isandhlwana to Ulundi, Weidenfeld & Nicolson, 2002, ISBN 0-304-36270-0.
- (EN) Brookes EH e Webb C de B, A History of Natal, Brooklyn, University of Natal Press, 1965, ISBN 0-86980-579-7.
- (EN) Bryant AT, Olden Times in Zululand and Natal: Containing Earlier Political History of the Eastern-Ngu̇ni Clans, Città del Capo, Longmans, Green and Company, 1929.
- (EN) Colenso FE, History of the Zulu War and Its Origin, Assisted by Edward Durnford, Londra, Chapman & Hall, 1880.
- (EN) David S, The Forgotten Battles of the Zulu War, in BBC History Magazine, vol. 10, febbraio 2009,  pp. 26-33.
- (FR) Drame P, La bataille anglo-zoulou d’Isandhlwana, 1879. Une réponse indigène à un défi militaire colonial, in Stratégique, n. 88, 2007,  pp. 207-230.
- (EN) Dutton R, Forgotten Heroes: Zulu & Basuto Wars including Complete Medal Roll, Infodial, 2010, ISBN 978-0-9556554-4-9.
- (EN) Gump JO, The Dust Rose Like Smoke: The Subjugation Of The Zulu And The Sioux, Bison Books, 1996, ISBN 0-8032-7059-3.
- (EN) Knight I, The Anatomy of the Zulu Army: From Shaka to Cetshwayo, 1818-1879, rist., Frontline Books, 2005, ISBN 978-1848329102.
- (EN) Knight I e Castle I, Zulu War, Osprey Publishing, 2004, ISBN 1-84176-858-8.
- (EN) Knight I, The Anglo-Zulu War, Osprey Publishing, 2003, ISBN 1-84176-612-7.
- (EN) Knight I, Isandlwana 1879: The Great Zulu Victory, Osprey Publishing, 2002, ISBN 1-84176-511-2.
- (EN) Knight I, The Zulus, nuova ed., Osprey Publishing, 1999, ISBN 978-1855329423.
- (EN) Knight I, Brave Men's Blood, Londra, 1990, ISBN 1-84415-212-X.
- (EN) Laband J, Zulu Warriors: The Battle for the South African Frontier, Yale University Press, 2014.
- (EN) Laband J, Historical Dictionary of the Zulu Wars, Scarecrow Press, 2009.
- (EN) Laband J, The Rise and Fall of the Zulu Nation, Arms & Armour, 1997, ISBN 978-1854094216.
- (EN) Laband J e Knight I, The Anglo-Zulu War, Stroud, The History Press, 1996, ISBN 0-86985-829-7.
- (EN) Lock R e Quantrill P, Zulu Victory: The Epic of Isandlwana and the Cover-up, Johannesburg & Cape Town, Jonathan Ball Publishers, 2002, ISBN 1-86842-214-3.
- (EN) Lock R, Blood on the Painted Mountain: Zulu Victory and Defeat, Hlobane and Kambula, 1879, Greenhill Books, 1995, ISBN 1-85367-201-7.
- (EN) Martineau J, The Life and Correspondence of the Sir Bartle Frere, John Murray, 1895.
- (EN) McBride A, The Zulu War, Osprey Publishing, 1976.
- (EN) Morris DR, The Washing of the Spears, Da Capo Press, 1998, ISBN 0-306-80866-8.
- (EN) Omer-Cooper JD, The Zulu aftermath: a nineteenth-century revolution in Bantu Africa, Longmans, 1966, ISBN 058264531X.
- (EN) Raugh HE Jr., Anglo-Zulu War 1879: A Selected Bibliography, Scarecrow PressPress, 2011, ISBN 978-0-8108-7227-1.
- (EN) Ritter EA, Shaka Zulu: The Rise of the Zulu Empire, Londra, Longmans Green, 1955.
- (EN) Spiers EM, The Scottish Soldier and Empire, 1854–1902, Edinburgh University Press, 2006, ISBN 978-0-7486-2354-9.
- (EN) Sutherland J e Canwell D, Zulu kings and their armies, ebook, Barnsley, Pen & Sword Military, 2004, ISBN 978-1-84415-060-1.
- (EN) Thompson PS, Black Soldiers of the Queen: The Natal Native Contingent in the Anglo-Zulu War, University of Alabama Press, 2006, ISBN 0-8173-5368-2.